# 16120 Бернім
16120 Бернім (16120 Burnim) — астероїд головного поясу, відкритий 7 грудня 1999 року.
Тіссеранів параметр щодо Юпітера — 3,219.